# Clidemia pterosepala
Clidemia pterosepala är en tvåhjärtbladig växtart som först beskrevs av Ignatz Urban, och fick sitt nu gällande namn av Brother Alain. Clidemia pterosepala ingår i släktet Clidemia och familjen Melastomataceae. Inga underarter finns listade i Catalogue of Life.